# لويس هارتفيغ
لويس هارتفيغ هو لاعب كرة قدم ألماني، ولد في 23 نوفمبر 2002.

## وصلات خارجية
- لويس هارتفيغ على موقع قاعدة بيانات كرة القدم.إي يو (الإنجليزية)
- لويس هارتفيغ على موقع بيانات كرة القدم. دي إي (الألمانية)
- لويس هارتفيغ على موقع Soccerbase.com (لاعب) (الإنجليزية)
- لويس هارتفيغ على موقع Soccerway.com (الإنجليزية)
- لويس هارتفيغ على موقع عالم كرة القدم.نت (الإنجليزية)